# マウリキウス
マウリキウス（Flavius Mauricius Tiberius Augustus,Mauricius, 539年 - 602年11月27日）は、東ローマ帝国ユスティニアヌス王朝の第5代にして最後の皇帝（在位：582年 - 602年）。在位20年はユスティニアヌス王朝の中では、第2代ユスティニアヌス1世の38年に次ぐ2番目の長さである。また、ユスティニアヌス1世の3人の後継皇帝の中では最も外交、内政両面で実績を残したが、ユスティニアヌス1世の時代に起こった領土拡大に端を発する財政圧迫の波には終始苦しめられて忙殺され対処することができなかった。最終的にはその問題への判断を誤り、対処方法を間違ったことで軍の反乱を招き、自身への致命傷となって非業の最期を遂げ、ユスティニアヌス王朝からの皇帝位の世襲はマウリキウス自身の死を以って断絶した。

## 生涯

### 誕生と家族、即位
539年に後の元老院議員パウルスの長男として生まれた。兄弟姉妹としては、妹にテオクティスタ（542年 - 582年以前に没）、ゴルディア（550年 - 602年以降）がおり、弟にペトルス（545年頃 - 602年）がいる。一説にダミアナという姉妹がいたという。また、親族にアナトリア生まれのドミティアヌス（550年頃/564年とも - 602年1月12日（1月10日頃?））という人物（コンスタンティノープルのシュナクサリオン（10世紀（944年 - 959年。コンスタンティノス7世の単独統治の期間中）には存命していた。彼が遺した原稿は『Menologion of Basil II』の一部を形成した）によると580年頃（正確な年は不明）に30歳頃?でメリテネ（現在のマラティヤ）で大司教になり、死去するまで務めたという。580年の周りでであれば、生年は550年の周りと推定できるが不明。大司教に任命された時点で若かったことは事実で確かなようである）がいるが、甥（弟ペトルスの息子）という説と父方の叔父の息子（つまり従弟。叔父テオドルスとその妻エクディキアの子）という説があるが、甥説が有力視されている。
先帝ティベリウス2世に男児がいなかったため、娘コンスタンティナの夫であったマウリキウスが582年、義父の死により即位することとなった。その為、ユスティニアヌス王朝と直接の血縁は無い。

### 即位後

#### 対外政策
即位後は西のランゴバルド族の侵攻に対応するため、ラヴェンナとアフリカのカルタゴに総督府を設置した。また、サーサーン朝ペルシア帝国から亡命してきたホスロー2世に娘マルヤムを嫁がせて復位を助け、ホスロー2世が復位を果たすとサーサーン朝と和睦を結ぶなど、対外政策に尽力した。他の対外政策としては、579年に発生した西ゴート王国の内乱（カトリックに改宗したヘルメネギルド王子とその父で西ゴート王レオヴィギルドの戦い）に介入、ヘルメネギルドと同盟を結び、その妻子（イングンド・アタナギルド母子）の身柄を預かっていた（事実上の人質）が、レオヴィギルドから3万ソリドゥスで買収されてヘルメネギルドを見捨て、イングンドとアタナギルドをコンスタンティノープルへと移送した（イングンドは途中の北アフリカもしくはシチリア島で18歳で死去し、アタナギルドのみがコンスタンティノープルへと到着）。アタナギルドは東ローマ宮廷で養育され、暫くは西ゴート王国やフランク王国の分王国アウストラシア（イングンドがアウストラシア王シギベルト1世とその王妃ブルンヒルドの長女。ブルンヒルド自身も西ゴート王アタナギルドの次女）との外交交渉・駆け引きで記録に登場する。後にマウリキウスの姪（弟ペトルスの一人娘）フラウィア・ユリアナと結婚し、後に西ゴート王に即位するエルウィグの父となったアルデバルトという男子を儲けている（アルデバルトは姪の息子（大甥）、エルウィグは大甥の息子（曽姪孫）となる）。

#### 最期
しかし、この頃になるとユスティニアヌス1世の時代より相次いで続く戦争による戦費のため、帝国財政が悪化の一途をたどっていた。このため、マウリキウスは国費削減のため、軍隊に必要な物資を現地で調達するよう命じ、これが軍隊の反発を招いた。さらに帝国に侵入するスラヴ人やアヴァール人を討伐するためにドナウ川北岸での越冬作戦を命じたが、この命令が致命的かつ命取りとなり、かねてから不満がたまっていた軍隊が下士官（百人隊長）フォカスを担ぎ出して反乱を起こした。この反乱によってマウリキウスは廃位された上殺害され、彼の一族も皆殺しにされた。

## 死後
フォカスが皇帝に即位したが、娘婿ホスロー2世は舅であるマウリキウスの敵討ちを大義名分にして出兵、東ローマ・サーサーン戦争が開始された。フォカスは8年間皇帝の座にあったが、この間に反乱を計画されたことなどから、次第に猜疑心の虜となり、次々と貴族の粛清を行った（反乱を計画して処刑された者の中には、修道院に幽閉されていたマウリキウスの妃コンスタンティナとその3人の娘（次女アナスタシア、三女テオクティスタ、四女クレオパトラ）、娘をマウリキウスの長男テオドシオスに嫁がせる程の権力を持っていた元老院の有力な指導者かつパトリキウスの称号を持っていたゲルマヌスがいる）。やがて、フォカスの娘婿プリスクスをはじめとする多くの有力者がカルタゴ総督ヘラクレイオスに内通、総督ヘラクレイオスと同名の息子ヘラクレイオスが海路から、総督ヘラクレイオスの甥で息子ヘラクレイオスの従弟ニケタスがアエギュプトゥスなどを陸路とする反乱がコンスタンティノープルに迫った。息子ヘラクレイオスと従弟ニケタスは互いにコンスタンティノープルに入場をどちらかが果たせばその者が皇帝に即位するという約束を交わしており、610年、息子ヘラクレイオスが先にコンスタンティノープルに入場、フォカスを処刑して約束通り皇帝へと即位した（ヘラクレイオス1世。ヘラクレイオス王朝の成立）。